# Tour Down Under 2012

Logo du Santos Tour Down Under

La 14e édition du Tour Down Under a eu lieu du 17 au 22 janvier 2012. Il s'agit de la 1re épreuve de l'UCI World Tour 2012.
La course est remportée par l'Australien Simon Gerrans (GreenEDGE), après avoir terminé deuxième de la 5e étape derrière l'Espagnol Alejandro Valverde (Movistar), qui fait son retour à la compétition après avoir purgé sa suspension pour dopage fin 2011. Gerrans devance au classement final Valverde et le Portugais Tiago Machado (RadioShack-Nissan). Les deux premiers terminent exactement dans le même temps mais Gerrans qui a été plus régulier tout au long de la semaine est déclaré vainqueur aux additions des places. À noter que c'est la deuxième victoire sur l'épreuve pour l'Australien après celle obtenue en 2006.
Un autre Australien Rohan Dennis (UniSA-Australia) termine meilleur jeune (moins de 25 ans) et remporte également le classement de la montagne tandis que le Norvégien Edvald Boasson Hagen (Sky) termine meilleur sprinteur. L'équipe luxembourgeoise RadioShack-Nissan s'adjuge le classement par équipes et remporte aussi le prix, décerné par l'organisation, du coureur le plus agressif par l'intermédiaire du Belge Jan Bakelants.

## Présentation
En préambule de ce Tour Down Under 2012 se déroule le Down Under Classic (Cancer Council Helpline Classic), un critérium de 51 km dans les rues d'Adélaïde, le 15 janvier. Le parcours est constitué d'une boucle de 1,7 km, complètement plate, autour de Rymill Park, parcourue 30 fois par les coureurs. Le départ (34° 55′ 21″ S, 138° 36′ 42″ E) et l'arrivée (34° 55′ 21″ S, 138° 36′ 43″ E) sont situés Rundle Road. Les coureurs pourront gagner des primes lors de sprints situés sur la ligne d'arrivée, aux 5e, 10e, 15e et 20e passages. La course est remportée par l'Allemand André Greipel (Lotto-Belisol) devant le Norvégien Edvald Boasson Hagen (Sky) et l'Australien Heinrich Haussler (Garmin-Barracuda).

### Parcours
Il est constitué de six étapes avec une arrivée lors de la 5e étape qui sera jugée, pour la première fois, en haut du Willunga Hill, juge de paix traditionnel de la course.

### Équipes
Le Tour Down Under étant une course avec le label UCI World Tour, toutes les ProTeams sont invitées automatiquement et doivent envoyer une équipe. Cette course est l'occasion pour l'équipe australienne GreenEDGE, nouvellement créée, de disputer sa première course World Tour. L'équipe UniSA-Australia, une équipe nationale composée de coureurs australiens n'appartenant pas à une équipe World Tour, est également invitée. 19 équipes participent à ce Tour Down Under - 18 ProTeams et 1 équipe nationale australienne :
| Nom de l'équipe         | Pays        | Code |
| ----------------------- | ----------- | ---- |
| AG2R La Mondiale        | France      | ALM  |
| Astana                  | Kazakhstan  | AST  |
| BMC Racing              | États-Unis  | BMC  |
| Euskaltel-Euskadi       | Espagne     | EUS  |
| FDJ-BigMat              | France      | FDJ  |
| Garmin-Barracuda        | États-Unis  | GRM  |
| GreenEDGE               | Australie   | GEC  |
| Katusha                 | Russie      | KAT  |
| Lampre-ISD              | Italie      | LAM  |
| Liquigas-Cannondale     | Italie      | LIQ  |
| Lotto-Belisol           | Belgique    | LTB  |
| Movistar                | Espagne     | MOV  |
| Omega Pharma-Quick Step | Belgique    | OPQ  |
| Rabobank                | Pays-Bas    | RAB  |
| RadioShack-Nissan       | Luxembourg  | RNT  |
| Saxo Bank               | Danemark    | SAX  |
| Sky                     | Royaume-Uni | SKY  |
| Vacansoleil-DCM         | Pays-Bas    | VCD  |

| Nom de l'équipe | Pays      | Code |
| --------------- | --------- | ---- |
| UniSA-Australia | Australie | AUS  |

### Favoris
Avec une arrivée jugée difficile sur les pentes du Willunga Hill lors de la 5e étape, les sprinters ne partiront pas favoris de cette édition. Les puncheurs tels que le Belge Greg Van Avermaet (BMC Racing), le récent champion d'Australie Simon Gerrans (GreenEDGE) et l'Espagnol Alejandro Valverde (Movistar) de retour de suspension seront à surveiller pour la victoire finale tout comme les certains sprinters qui passent bien les difficultés comme l'Australien Heinrich Haussler (Garmin-Barracuda), l'Espagnol Óscar Freire (Katusha) ou le Norvégien Edvald Boasson Hagen (Sky). On peut aussi citer la présence du tenant du titre Cameron Meyer (GreenEDGE).
Parmi les sprinters prétendants à une victoire d'étape sont très nombreux : l'Allemand André Greipel (Lotto-Belisol) déjà multiple vainqueur sur l'épreuve par le passé, l'Australien Matthew Goss (GreenEDGE), ses compatriotes Michael Matthews et Mark Renshaw (Rabobank), l'Italien Alessandro Petacchi (Lampre-ISD) et l'Espagnol José Joaquín Rojas (Movistar).

## Étapes
| Étape     | Date       | Villes étapes                         |  | Distance (km) | Vainqueur d’étape  | Leader du classement général |
| --------- | ---------- | ------------------------------------- |  | ------------- | ------------------ | ---------------------------- |
| 1re étape | 17 janvier | Prospect - Clare                      |  | 149           | André Greipel      | André Greipel                |
| 2e étape  | 18 janvier | Lobethal - Stirling                   |  | 148           | William Clarke     | Martin Kohler                |
| 3e étape  | 19 janvier | Unley - Victor Harbor                 |  | 134,5         | André Greipel      | André Greipel                |
| 4e étape  | 20 janvier | Norwood - Tanunda                     |  | 130           | Óscar Freire       | Martin Kohler                |
| 5e étape  | 21 janvier | McLaren Vale (en) - Old Willunga Hill |  | 151,5         | Alejandro Valverde | Simon Gerrans                |
| 6e étape  | 22 janvier | Adélaïde - Adélaïde                   |  | 90            | André Greipel      | Simon Gerrans                |

## Déroulement de la course

### 1reétape
Malgré une étape quelque peu vallonnée avec un grand prix de la montagne et deux sprints intermédiaires récompensant les trois premiers en secondes de bonifications, l'étape est promise à un sprinter. Celle-ci s'est déroulée dans des conditions de températures très élevées.
Un groupe de quatre coureurs composés de l'Australien Rohan Dennis (UniSA-Australia), du Suisse Martin Kohler (BMC Racing), de l'Italien Marcello Pavarin (Vacansoleil-DCM) et du Russe Eduard Vorganov (Katusha) s'échappent dès le début de l'étape. Ils compteront jusqu'à 11 min d'avance au maximum avant que les équipes de sprinters telles que GreenEDGE et Lotto-Belisol ne roulent pour réduire l'écart. Dans le groupe des échappées, Kohler en profite pour remporter les deux sprints intermédiaires alors que Pavarin gagne le seul grand prix de la montagne de l'étape.
Dennis s'extirpe du groupe à 15 km de l'arrivée mais se fera reprendre comme ses compagnons d'échappée peu de temps avant. Le peloton devient nerveux sur la fin d'étape et l'on note dans l'emballage final les graves chutes du Français Frédéric Guesdon (FDJ-BigMat) et du Belge Jürgen Roelandts (Lotto-Belisol).
L'Allemand André Greipel (Lotto-Belisol) s'impose de justesse devant l'Italien Alessandro Petacchi (Lampre-ISD) accusé de sprint dangereux et devient le premier leader de l'épreuve. le Biélorusse Yauheni Hutarovich (FDJ-BigMat) complète le podium,.
|    | Coureur             | Équipe              |    | Temps           |
| -- | ------------------- | ------------------- | -- | --------------- |
| 1  | André Greipel       | Lotto-Belisol       | en | 4 h 33 min 40 s |
| 2  | Alessandro Petacchi | Lampre-ISD          | +  | m.t             |
| 3  | Yauheni Hutarovich  | FDJ-BigMat          |    | m.t             |
| 4  | Fabio Sabatini      | Liquigas-Cannondale |    | m.t             |
| 5  | Daniele Bennati     | RadioShack-Nissan   |    | m.t             |
| 6  | Christopher Sutton  | Sky                 |    | m.t             |
| 7  | Jonathan Cantwell   | Saxo Bank           |    | m.t             |
| 8  | Xavier Florencio    | Katusha             |    | m.t             |
| 9  | Mark Renshaw        | Rabobank            |    | m.t             |
| 10 | Manuel Belletti     | AG2R La Mondiale    |    | m.t             |

|    | Coureur             | Équipe              |    | Temps           |
| -- | ------------------- | ------------------- | -- | --------------- |
| 1  | André Greipel       | Lotto-Belisol       | en | 4 h 33 min 30 s |
| 2  | Alessandro Petacchi | Lampre-ISD          | +  | 4 s             |
| 3  | Martin Kohler       | BMC Racing          |    | 4 s             |
| 4  | Yauheni Hutarovich  | FDJ-BigMat          |    | 6 s             |
| 5  | Rohan Dennis        | UniSA-Australia     |    | 7 s             |
| 6  | Eduard Vorganov     | Katusha             |    | 8 s             |
| 7  | Marcello Pavarin    | Vacansoleil-DCM     |    | 9 s             |
| 8  | Fabio Sabatini      | Liquigas-Cannondale |    | 10 s            |
| 9  | Daniele Bennati     | RadioShack-Nissan   |    | 10 s            |
| 10 | Christopher Sutton  | Sky                 |    | 10 s            |

### 2eétape
Cette deuxième étape est légèrement plus vallonnée que la première mais ne devrait pas échapper à un sprinter. Cependant l'arrivée sera jugée à la fin d'un léger faux plat à Stirling.
Peu de temps après le départ de l'étape, deux hommes s'échappent du peloton, l'Australien William Clarke (UniSA-Australia) ainsi que le troisième du classement général, le Suisse Martin Kohler (BMC Racing) déjà échappé la veille. Ce dernier, en gagnant les deux sprints intermédiaires devient leader virtuel grâce aux bonifications. Au moment de rentrer sur le circuit final à parcourir trois fois et demi d'une longueur de 78 km, les deux coureurs possèdent 10 min d'avance sur un peloton mené par l'équipe Lotto-Belisol du leader au classement général l'Allemand André Greipel.
Après avoir remporté le second sprint intermédiaire, Kohler se relève pour réintégrer le peloton afin de ne pas gaspiller ses forces, au contraire de Clarke qui continue tout en augmentant son avance à 12 min. Le peloton semble revenir doucement mais a trop sous-estimé Clarke qui s'envole vers la victoire. Il franchit la ligne en vainqueur 1 min 2 s devant le peloton réglé par ses compatriotes Michael Matthews (Rabobank), vainqueur l'an passé sur cette même arrivée, et Simon Gerrans (GreenEDGE). Kohler s'empare de la tête du classement général,.
|    | Coureur              | Équipe                  |    | Temps           |
| -- | -------------------- | ----------------------- | -- | --------------- |
| 1  | William Clarke       | UniSA-Australia         | en | 3 h 58 min 35 s |
| 2  | Michael Matthews     | Rabobank                | +  | 1 min 02 s      |
| 3  | Simon Gerrans        | GreenEDGE               |    | 1 min 02 s      |
| 4  | Alejandro Valverde   | Movistar                |    | 1 min 02 s      |
| 5  | Edvald Boasson Hagen | Sky                     |    | 1 min 02 s      |
| 6  | Óscar Freire         | Katusha                 |    | 1 min 02 s      |
| 7  | Greg Van Avermaet    | BMC Racing              |    | 1 min 02 s      |
| 8  | Luke Roberts         | Saxo Bank               |    | 1 min 02 s      |
| 9  | Gerald Ciolek        | Omega Pharma-Quick Step |    | 1 min 02 s      |
| 10 | Heinrich Haussler    | Garmin-Barracuda        |    | 1 min 02 s      |

|    | Coureur           | Équipe            |    | Temps           |
| -- | ----------------- | ----------------- | -- | --------------- |
| 1  | Martin Kohler     | BMC Racing        | en | 8 h 33 min 05 s |
| 2  | André Greipel     | Lotto-Belisol     | +  | 2 s             |
| 3  | Michael Matthews  | Rabobank          |    | 4 s             |
| 4  | Simon Gerrans     | GreenEDGE         |    | 8 s             |
| 5  | Rohan Dennis      | UniSA-Australia   |    | 9 s             |
| 6  | Eduard Vorganov   | Katusha           |    | 10 s            |
| 7  | Xavier Florencio  | Katusha           |    | 12 s            |
| 8  | Jonathan Cantwell | Saxo Bank         |    | 12 s            |
| 9  | Jan Bakelants     | RadioShack-Nissan |    | 12 s            |
| 10 | Luke Roberts      | Saxo Bank         |    | 12 s            |

### 3eétape
Cette étape, certes un peu escarpée en milieu de course mais beaucoup plus plate sur sa fin, est promise à un sprinter. À noter également les deux sprints intermédiaires qui distribueront des secondes de bonifications non négligeables pour le classement général.
Sous une grosse chaleur, quatre coureurs faussent compagnie au peloton et prennent plusieurs minutes d’avance, il s'agit de l'Irlandais Matthew Brammeier (Omega Pharma-Quick Step), des Belges Jan Bakelants (RadioShack-Nissan) et Thomas De Gendt (Vacansoleil-DCM) et du Russe Eduard Vorganov (Katusha) échappé lors de la première étape. Ce dernier peut faire un rapproché au classement général puisqu'il occupe la 6e place avant le début de l'étape.
Les échappés ne comptent, au maximum de la journée, que 10 min d'avance sur le peloton qui ne souhaite pas se faire surprendre comme la vieille. En effet les équipes Lotto-Belisol, Rabobank, Sky et RadioShack-Nissan, malgré un de leurs coureurs à l'avant, se relayent à tour de rôle pour reprendre les fuyards à environ 40 km de l'arrivée.
Les Rabobank et les RadioShack-Nissan assurent la plupart des relais dans les derniers kilomètres afin d'éviter toutes attaques et replacer leurs sprinters. Cependant, comme lors de la première étape, c'est l'Allemand André Greipel (Lotto-Belisol) qui s'impose devant le Biélorusse Yauheni Hutarovich (FDJ-BigMat) et le Norvégien Edvald Boasson Hagen (Sky). Greipel reprend la tête du général,.
|    | Coureur              | Équipe            |    | Temps           |
| -- | -------------------- | ----------------- | -- | --------------- |
| 1  | André Greipel        | Lotto-Belisol     | en | 3 h 21 min 55 s |
| 2  | Yauheni Hutarovich   | FDJ-BigMat        | +  | m.t             |
| 3  | Edvald Boasson Hagen | Sky               |    | m.t             |
| 4  | Mark Renshaw         | Rabobank          |    | m.t             |
| 5  | Robbie McEwen        | GreenEDGE         |    | m.t             |
| 6  | Jacopo Guarnieri     | Astana            |    | m.t             |
| 7  | Heinrich Haussler    | Garmin-Barracuda  |    | m.t             |
| 8  | Daniele Bennati      | RadioShack-Nissan |    | m.t             |
| 9  | Manuel Belletti      | AG2R La Mondiale  |    | m.t             |
| 10 | Christopher Sutton   | Sky               |    | m.t             |

|    | Coureur              | Équipe            |    | Temps            |
| -- | -------------------- | ----------------- | -- | ---------------- |
| 1  | André Greipel        | Lotto-Belisol     | en | 11 h 54 min 52 s |
| 2  | Martin Kohler        | BMC Racing        | +  | 8 s              |
| 3  | Michael Matthews     | Rabobank          |    | 12 s             |
| 4  | Thomas De Gendt      | Vacansoleil-DCM   |    | 14 s             |
| 5  | Simon Gerrans        | GreenEDGE         |    | 16 s             |
| 6  | Jan Bakelants        | RadioShack-Nissan |    | 16 s             |
| 7  | Edvald Boasson Hagen | Sky               |    | 16 s             |
| 8  | Eduard Vorganov      | Katusha           |    | 16 s             |
| 9  | Rohan Dennis         | UniSA-Australia   |    | 17 s             |
| 10 | Xavier Florencio     | Katusha           |    | 20 s             |

### 4eétape
Avec un profil légèrement vallonné, l'étape ne devrait toutefois pas échapper aux sprinters qui ne voudront plus se faire piéger comme lors de la 2e étape. Le leader du général, l'Allemand André Greipel (Lotto-Belisol) est le grand favori et visera le triplé.
L'étape démarre à vive allure du fait de deux sprints intermédiaires très convoités en vue du classement général. On retrouve cependant deux coureurs à l'avant qui sont l'Italien Luca Paolini (Katusha) ainsi que l'Australien Lachlan Norris (UniSA-Australia), cependant le duo est repris avant que l'échappée du jour ne se forme pour de bon au bout de 30 km de course. On y retrouve le Français Blel Kadri (AG2R La Mondiale), l'Espagnol Rubén Pérez (Euskaltel-Euskadi) et le local, l'Australien Jay McCarthy (UniSA-Australia). Le groupe obtient jusqu'à 4 min d'avance sur l'ensemble du peloton.
À 50 km de l'arrivée l'équipe Lotto-Belisol, du leader Greipel, démarre la chasse aux échappées aidées par les équipes Lampre-ISD et Sky. Ainsi, l'écart décroit et l'échappée est condamnée. Surprise, à 20 km de la fin de l'étape, l'équipe Movistar d'Alejandro Valverde suivi par les RadioShack-Nissan imposent un rythme soutenu dans l'ascension du Mengler's Hill (2,6 km à 7-8 %). Un groupe d'un peu moins de 50 coureurs se détachent et ne sera plus revu par le restant du peloton. Parmi les piégés, on peut noter le leader du classement général Greipel, l'Australien Matthew Goss (GreenEDGE), le Biélorusse Yauheni Hutarovich (FDJ-BigMat) ainsi que l'Italien Alessandro Petacchi (Lampre-ISD).
L'étape se joue donc lors d'un sprint d'une quarantaine d'unité dont l'Espagnol Óscar Freire (Katusha) sort vainqueur devant l'Allemand Gerald Ciolek (Omega Pharma-Quick Step) et l'Italien Daniele Bennati (RadioShack-Nissan). Le peloton des piégés termine à 7 min 45 s limitant la gagne de ce Tour Down Under à 45 coureurs. Le Suisse Martin Kohler (BMC Racing) reprend par la même occasion le maillot de leader avant l'étape reine, du lendemain, arrivant sur les pentes de la Willunga Hill,.
|    | Coureur              | Équipe                  |    | Temps           |
| -- | -------------------- | ----------------------- | -- | --------------- |
| 1  | Óscar Freire         | Katusha                 | en | 3 h 08 min 34 s |
| 2  | Gerald Ciolek        | Omega Pharma-Quick Step | +  | m.t             |
| 3  | Daniele Bennati      | RadioShack-Nissan       |    | m.t             |
| 4  | Edvald Boasson Hagen | Sky                     |    | m.t             |
| 5  | Michael Matthews     | Rabobank                |    | m.t             |
| 6  | José Joaquín Rojas   | Movistar                |    | m.t             |
| 7  | Luke Roberts         | Saxo Bank               |    | m.t             |
| 8  | Kristjan Koren       | Liquigas-Cannondale     |    | m.t             |
| 9  | Sergueï Lagoutine    | Vacansoleil-DCM         |    | m.t             |
| 10 | Heinrich Haussler    | Garmin-Barracuda        |    | m.t             |

|    | Coureur              | Équipe                  |    | Temps            |
| -- | -------------------- | ----------------------- | -- | ---------------- |
| 1  | Martin Kohler        | BMC Racing              | en | 15 h 03 min 34 s |
| 2  | Michael Matthews     | Rabobank                | +  | 2 s              |
| 3  | Óscar Freire         | Katusha                 |    | 2 s              |
| 4  | Gerald Ciolek        | Omega Pharma-Quick Step |    | 6 s              |
| 5  | Simon Gerrans        | GreenEDGE               |    | 8 s              |
| 6  | Daniele Bennati      | RadioShack-Nissan       |    | 8 s              |
| 7  | Edvald Boasson Hagen | Sky                     |    | 8 s              |
| 8  | Jan Bakelants        | RadioShack-Nissan       |    | 8 s              |
| 9  | Eduard Vorganov      | Katusha                 |    | 8 s              |
| 10 | Rohan Dennis         | UniSA-Australia         |    | 9 s              |

### 5eétape
L'étape reine de ce Tour Down Under emprunte par deux fois la montée de la Willunga Hill (3,5 km à 7,5 %) dont l'arrivée finale. Les favoris pour l'étape sont le récent champion d'Australie Simon Gerrans (GreenEDGE) ainsi que l'Espagnol Alejandro Valverde (Movistar) qui a bien fait rouler son équipe dans la semaine en vue d'une bonne place au classement général qui sera sans doute dessiné à la fin de l'étape,.
Le début d'étape est marqué par une échappée de six coureurs dans laquelle on retrouve les Australiens Nathan Haas (Garmin-Barracuda) et Stuart O'Grady (GreenEDGE), les Belges Thomas De Gendt (Vacansoleil-DCM) et Kristof Goddaert (AG2R La Mondiale), le Britannique Andrew Fenn (Omega Pharma-Quick Step) et le Japonais Takashi Miyazawa (Saxo Bank). Le groupe obtient au maximum de la course 8 min d'avance avant que l'équipe BMC Racing du leader Martin Kohler ne prenne les choses en mains. Bien aidé par d'autres formations comme les Movistar, GreenEDGE, Sky et RadioShack-Nissan l'écarte diminue et provoques des cassures.
Les hommes de têtes abordent le premier passage de la Willunga Hill à 35 km de l'arrivée avec 3 min d'avance sur le peloton, moment ou Haas décide de partir seul suivit un moment par De Gendt qui le laisse finalement filer. Dans le peloton, le rythme soutenu de l’ascension permet un détachement d'un vingtaine d'unités au sommet duquel on retrouve tous les favoris sauf le leader Kohler, distancé mais qui revient au profit de la descente. À 15 km de l'arrivée le peloton des favoris reprend Haas et compte 1 min d'avance sur le second peloton qui semble résigné.
Dans le premier groupe, emmené par les Movistar et les RadioShack-Nissan, on dénombre les attaque de l'Américain Danny Pate (Sky), suivi par l'Espagnol José Iván Gutiérrez (Movistar), le Portugais Tiago Machado (RadioShack-Nissan) et l'Australien Rohan Dennis (UniSA-Australia). Ces deux derniers lâchent leurs compères d'échappée pour entamée la montée finale en tête. À 3 km du but Michael Rogers (Sky) attaque mais se fait reprendre par le groupe des favoris emmené par Javier Moreno (Movistar) qui reprend les deux derniers coureurs échappés à la flamme rouge.
Un long sprint se prépare, lancé tout d'abord par Rogers mais l'étape est remporté par Valverde devant Gerrans. ce dernier prend la tête de l'épreuve à l'accumulation des places devant le vainqueur du jour. À la troisième place de l'étape et du classement général, on retrouve Machado qui a bien résisté dans le final. Le classement général se jouera surement le lendemain grâce aux éventuelles bonifications,.
|    | Coureur              | Équipe            |    | Temps           |
| -- | -------------------- | ----------------- | -- | --------------- |
| 1  | Alejandro Valverde   | Movistar          | en | 3 h 45 min 48 s |
| 2  | Simon Gerrans        | GreenEDGE         | +  | 0 s             |
| 3  | Tiago Machado        | RadioShack-Nissan |    | 2 s             |
| 4  | Michael Rogers       | Sky               |    | 4 s             |
| 5  | Rohan Dennis         | UniSA-Australia   |    | 7 s             |
| 6  | Edvald Boasson Hagen | Sky               |    | 12 s            |
| 7  | Javier Moreno        | Movistar          |    | 13 s            |
| 8  | Jan Bakelants        | RadioShack-Nissan |    | 13 s            |
| 9  | Jack Bauer           | Garmin-Barracuda  |    | 26 s            |
| 10 | Eduard Vorganov      | Katusha           |    | 26 s            |

|    | Coureur              | Équipe            |    | Temps            |
| -- | -------------------- | ----------------- | -- | ---------------- |
| 1  | Simon Gerrans        | GreenEDGE         | en | 18 h 49 min 24 s |
| 2  | Alejandro Valverde   | Movistar          | +  | 0 s              |
| 3  | Tiago Machado        | RadioShack-Nissan |    | 8 s              |
| 4  | Michael Rogers       | Sky               |    | 14 s             |
| 5  | Rohan Dennis         | UniSA-Australia   |    | 14 s             |
| 6  | Edvald Boasson Hagen | Sky               |    | 18 s             |
| 7  | Jan Bakelants        | RadioShack-Nissan |    | 19 s             |
| 8  | Javier Moreno        | Movistar          |    | 23 s             |
| 9  | Michael Matthews     | Rabobank          |    | 29 s             |
| 10 | Eduard Vorganov      | Katusha           |    | 32 s             |

### 6eétape
La dernière étape a lieu sous la forme d'une course en circuit, sans difficultés, d'une longueur totale de 90 km. Les purs sprinters pourront se remettre en action et en particulier l'Allemand André Greipel (Lotto-Belisol) déjà vainqueur de deux sprint massif mais aussi du Biélorusse Yauheni Hutarovich (FDJ-BigMat), auteur de deux podiums lors des précédentes étapes ou du Norvégien Edvald Boasson Hagen (Sky) leader du classement des sprints et qui peut prétendre encore à une belle remontée au classement général.
La course est marquée par une échappée de trois coureurs dans laquelle on retrouve le Belge Jan Bakelants (RadioShack-Nissan), le tenant du titre l'Australien Cameron Meyer (GreenEDGE) et le Français Romain Sicard (Euskaltel-Euskadi). Le coureur le mieux placé au classement général est Bakelants pointé à 19 s du leader l'Australien Simon Gerrans (GreenEDGE). Cependant les équipes Lotto-Belisol et Sky respectivement de Greipel et Boasson Hagen mettent en route et se rapproche du trio
Bakelants en profite pour empocher 3 s de bonifications et ainsi remonter provisoirement à la 6e place du classement général. Dans le dernier tour Meyer distance ses compagnons d'échappés mais se fait reprendre dans les tout derniers kilomètres. La victoire se joue au sprint et c'est Greipel qui remporte sa troisième victoire sur ce Tour Down Under. Il devance l'Australien Mark Renshaw (Rabobank) et l'Italien Alessandro Petacchi (Lampre-ISD).
Gerrans, pas inquiété lors de cette étape, remporte l'épreuve pour la deuxième fois après 2006. Il devance donc Alejandro Valverde (Movistar) et le Portugais Tiago Machado (RadioShack-Nissan). Seul Bakelants gagne une place dans le top 10 final en prenant la 6e place à Boasson Hagen,.
|    | Coureur              | Équipe              |    | Temps           |
| -- | -------------------- | ------------------- | -- | --------------- |
| 1  | André Greipel        | Lotto-Belisol       | en | 1 h 56 min 48 s |
| 2  | Mark Renshaw         | Rabobank            | +  | m.t             |
| 3  | Alessandro Petacchi  | Lampre-ISD          |    | m.t             |
| 4  | Yauheni Hutarovich   | FDJ-BigMat          |    | m.t             |
| 5  | José Joaquín Rojas   | Movistar            |    | m.t             |
| 6  | Edvald Boasson Hagen | Sky                 |    | m.t             |
| 7  | Romain Feillu        | Vacansoleil-DCM     |    | m.t             |
| 8  | Jonathan Cantwell    | Saxo Bank           |    | m.t             |
| 9  | Fabio Sabatini       | Liquigas-Cannondale |    | m.t             |
| 10 | Manuel Belletti      | AG2R La Mondiale    |    | m.t             |

|    | Coureur              | Équipe            |    | Temps            |
| -- | -------------------- | ----------------- | -- | ---------------- |
| 1  | Simon Gerrans        | GreenEDGE         | en | 20 h 46 min 12 s |
| 2  | Alejandro Valverde   | Movistar          | +  | 0 s              |
| 3  | Tiago Machado        | RadioShack-Nissan |    | 8 s              |
| 4  | Michael Rogers       | Sky               |    | 14 s             |
| 5  | Rohan Dennis         | UniSA-Australia   |    | 14 s             |
| 6  | Jan Bakelants        | RadioShack-Nissan |    | 16 s             |
| 7  | Edvald Boasson Hagen | Sky               |    | 18 s             |
| 8  | Javier Moreno        | Movistar          |    | 23 s             |
| 9  | Michael Matthews     | Rabobank          |    | 29 s             |
| 10 | Eduard Vorganov      | Katusha           |    | 32 s             |

## Classements finals

### Classement général
|    | Cycliste             | Pays      | Équipe            |    | Temps            |
| -- | -------------------- | --------- | ----------------- | -- | ---------------- |
| 1  | Simon Gerrans        | Australie | GreenEDGE         | en | 20 h 46 min 12 s |
| 2  | Alejandro Valverde   | Espagne   | Movistar          | +  | 0 s              |
| 3  | Tiago Machado        | Portugal  | RadioShack-Nissan |    | 8 s              |
| 4  | Michael Rogers       | Australie | Sky               |    | 14 s             |
| 5  | Rohan Dennis         | Australie | UniSA-Australia   |    | 14 s             |
| 6  | Jan Bakelants        | Belgique  | RadioShack-Nissan |    | 16 s             |
| 7  | Edvald Boasson Hagen | Norvège   | Sky               |    | 18 s             |
| 8  | Javier Moreno        | Espagne   | Movistar          |    | 23 s             |
| 9  | Michael Matthews     | Australie | Rabobank          |    | 29 s             |
| 10 | Eduard Vorganov      | Russie    | Katusha           |    | 32 s             |

### Classements annexes
|   | Cycliste             | Équipe        | Points |
| - | -------------------- | ------------- | ------ |
| 1 | Edvald Boasson Hagen | Sky           | 56     |
| 2 | André Greipel        | Lotto-Belisol | 50     |
| 3 | Yauheni Hutarovich   | FDJ-BigMat    | 39     |

|   | Cycliste        | Équipe          | Points |
| - | --------------- | --------------- | ------ |
| 1 | Rohan Dennis    | UniSA-Australia | 29     |
| 2 | Thomas De Gendt | Vacansoleil-DCM | 24     |
| 3 | Simon Gerrans   | GreenEDGE       | 24     |

|   | Cycliste             | Équipe          |    | Temps            |
| - | -------------------- | --------------- | -- | ---------------- |
| 1 | Rohan Dennis         | UniSA-Australia | en | 20 h 46 min 26 s |
| 2 | Edvald Boasson Hagen | Sky             | +  | 4 s              |
| 3 | Michael Matthews     | Rabobank        |    | 15 s             |

|   | Équipe            | Pays        |    | Temps            |
| - | ----------------- | ----------- | -- | ---------------- |
| 1 | RadioShack-Nissan | Luxembourg  | en | 62 h 19 min 53 s |
| 2 | Sky               | Royaume-Uni | +  | 24 s             |
| 3 | Movistar          | Espagne     |    | 31 s             |

### UCI World Tour
Ce Tour Down Under attribue des points pour l'UCI World Tour 2012, seulement aux coureurs des équipes ayant un label ProTeam.
| Position           | 1er | 2e | 3e | 4e | 5e | 6e | 7e | 8e | 9e | 10e |
| Classement général | 100 | 80 | 70 | 60 | 50 | 40 | 30 | 20 | 10 | 4   |
| Par étape          | 6   | 4  | 2  | 1  | 1  |    |    |    |    |     |

| #  | Coureur              | Équipe            | Points |
| -- | -------------------- | ----------------- | ------ |
| 1  | Simon Gerrans        | GreenEDGE         | 106    |
| 2  | Alejandro Valverde   | Movistar          | 87     |
| 3  | Tiago Machado        | RadioShack-Nissan | 72     |
| 4  | Michael Rogers       | Sky               | 61     |
| 5  | Jan Bakelants        | RadioShack-Nissan | 40     |
| 6  | Edvald Boasson Hagen | Sky               | 34     |
| 7  | Javier Moreno        | Movistar          | 20     |
| 8  | André Greipel        | Lotto-Belisol     | 18     |
| 9  | Michael Matthews     | Rabobank          | 15     |
| 10 | Yauheni Hutarovich   | FDJ-BigMat        | 7      |

| Suite du classement (11-19) | Suite du classement (11-19) | Suite du classement (11-19) | Suite du classement (11-19) |
| --------------------------- | --------------------------- | --------------------------- | --------------------------- |
| 11                          | Óscar Freire                | Katusha                     | 6                           |
| 11                          | Alessandro Petacchi         | Lampre-ISD                  | 6                           |
| 13                          | Mark Renshaw                | Rabobank                    | 5                           |
| 14                          | Gerald Ciolek               | Omega Pharma-Quick Step     | 4                           |
| 14                          | Eduard Vorganov             | Katusha                     | 4                           |
| 16                          | Daniele Bennati             | RadioShack-Nissan           | 3                           |
| 17                          | Robbie McEwen               | GreenEDGE                   | 1                           |
| 17                          | José Joaquín Rojas          | Movistar                    | 1                           |
| 17                          | Fabio Sabatini              | Liquigas-Cannondale         | 1                           |

## Évolution des classements
| Étape              | Vainqueur          | Classement général | Classement des sprints | Classement de la montagne | Classement du meilleur jeune | Classement par équipes | Coureur le plus agressif |
| ------------------ | ------------------ | ------------------ | ---------------------- | ------------------------- | ---------------------------- | ---------------------- | ------------------------ |
| 1                  | André Greipel      | André Greipel      | André Greipel          | Marcello Pavarin          | Rohan Dennis                 | Sky                    | Eduard Vorganov          |
| 2                  | William Clarke     | Martin Kohler      | William Clarke         | William Clarke            | Michael Matthews             | UniSA-Australia        | William Clarke           |
| 3                  | André Greipel      | André Greipel      | André Greipel          | Thomas De Gendt           | Michael Matthews             | UniSA-Australia        | Thomas De Gendt          |
| 4                  | Óscar Freire       | Martin Kohler      | Edvald Boasson Hagen   | Rohan Dennis              | Michael Matthews             | Sky                    | Nathan Haas              |
| 5                  | Alejandro Valverde | Simon Gerrans      | Edvald Boasson Hagen   | Rohan Dennis              | Rohan Dennis                 | RadioShack-Nissan      | Stuart O'Grady           |
| 6                  | André Greipel      | Simon Gerrans      | Edvald Boasson Hagen   | Rohan Dennis              | Rohan Dennis                 | RadioShack-Nissan      | Jan Bakelants            |
| Classements finals | Classements finals | Simon Gerrans      | Edvald Boasson Hagen   | Rohan Dennis              | Rohan Dennis                 | RadioShack-Nissan      | Jan Bakelants            |

## Liste des participants
- Liste de départ complète

| Légende      | Légende                                                                                                  | Légende      | Légende                                                                                         |
| ------------ | --- | ------------ | ----------------------------------------------------------------------------------------------- |
| Num          | Dossard de départ porté par le coureur sur ce Tour Down Under                                            | Pos          | Position finale au classement général                                                           |
| Ochre jersey | Indique le vainqueur du classement général                                                               | White jersey | Indique le vainqueur du classement de la montagne                                               |
| Bleu jersey  | Indique le vainqueur du classement des sprints                                                           | Black jersey | Indique le vainqueur du classement du meilleur jeune                                            |
| #            | Indique la meilleure équipe                                                                              | Red jersey   | Indique le coureur le plus agressif                                                             |
| NP           | Indique un coureur qui n'a pas pris le départ d'une étape, suivi du numéro de l'étape où il s'est retiré | AB           | Indique un coureur qui n'a pas terminé une étape, suivi du numéro de l'étape où il s'est retiré |
| HD           | Indique un coureur qui a terminé une étape hors des délais, suivi du numéro de l'étape                   | *            | Indique un coureur en lice pour le maillot noir (coureurs nés après le 1er janvier 1987)        |

| GreenEDGE GEC | GreenEDGE GEC                              | GreenEDGE GEC |
| ------------- | ------------------------------------------ | ------------- |
| Num           | Coureur                                    | Pos           |
| 1             | Cameron Meyer (AUS)*                       | 47e           |
| 2             | Robbie McEwen (AUS)                        | 120e          |
| 3             | Luke Durbridge (AUS)*                      | 125e          |
| 4             | Simon Gerrans (AUS) → Champion d'Australie | 1er           |
| 5             | Matthew Goss (AUS)                         | 101e          |
| 6             | Stuart O'Grady (AUS)                       | 104e          |
| 7             | Leigh Howard (AUS)*                        | 122e          |

| Lotto-Belisol LTB | Lotto-Belisol LTB       | Lotto-Belisol LTB |
| ----------------- | ----------------------- | ----------------- |
| Num               | Coureur                 | Pos               |
| 11                | André Greipel (GER)     | 73e               |
| 12                | Vicente Reynés (ESP)    | 43e               |
| 13                | Marcel Sieberg (GER)    | 82e               |
| 14                | Adam Hansen (AUS)       | 27e               |
| 15                | Gregory Henderson (NZL) | 109e              |
| 16                | Jürgen Roelandts (BEL)  | NP-2              |
| 17                | Olivier Kaisen (BEL)    | 96e               |

| Katusha KAT | Katusha KAT            | Katusha KAT |
| ----------- | ---------------------- | ----------- |
| Num         | Coureur                | Pos         |
| 21          | Óscar Freire (ESP)     | 37e         |
| 22          | Maxim Belkov (RUS)     | 45e         |
| 23          | Giampaolo Caruso (ITA) | 36e         |
| 24          | Luca Paolini (ITA)     | 78e         |
| 25          | Xavier Florencio (ESP) | 19e         |
| 26          | Eduard Vorganov (RUS)  | 10e         |
| 27          | Gatis Smukulis (LAT)*  | 52e         |

| Garmin-Barracuda GRM | Garmin-Barracuda GRM    | Garmin-Barracuda GRM |
| -------------------- | ----------------------- | -------------------- |
| Num                  | Coureur                 | Pos                  |
| 31                   | Ryder Hesjedal (CAN)    | 39e                  |
| 32                   | Jack Bauer (AUS)        | 11e                  |
| 33                   | Robert Hunter (RSA)     | 98e                  |
| 34                   | Nathan Haas (AUS)*      | 74e                  |
| 35                   | Heinrich Haussler (AUS) | 29e                  |
| 36                   | Andreas Klier (GER)     | AB-6                 |
| 37                   | Martijn Maaskant (NED)  | 100e                 |

| Sky SKY | Sky SKY                     | Sky SKY |
| ------- | --------------------------- | ------- |
| Num     | Coureur                     | Pos     |
| 41      | Edvald Boasson Hagen (NOR)* | 7e      |
| 42      | Geraint Thomas (GBR)        | 46e     |
| 43      | Christoper Sutton (AUS)     | 63e     |
| 44      | Alex Dowsett (GBR)*         | 124e    |
| 45      | Michael Rogers (AUS)        | 4e      |
| 46      | Danny Pate (USA)            | 69e     |
| 47      | Mathew Hayman (AUS)         | 53e     |

| BMC Racing BMC | BMC Racing BMC          | BMC Racing BMC |
| -------------- | ----------------------- | -------------- |
| Num            | Coureur                 | Pos            |
| 51             | Alessandro Ballan (ITA) | 24e            |
| 52             | Mathias Frank (SUI)     | 42e            |
| 53             | Adam Blythe (GBR)*      | 121e           |
| 54             | Marcus Burghardt (GER)  | 112e           |
| 55             | Martin Kohler (SUI)     | 15e            |
| 56             | Manuel Quinziato (ITA)  | 113e           |
| 57             | Greg Van Avermaet (BEL) | 32e            |

| Lampre-ISD LAM | Lampre-ISD LAM                          | Lampre-ISD LAM |
| -------------- | --------------------------------------- | -------------- |
| Num            | Coureur                                 | Pos            |
| 61             | Alessandro Petacchi (ITA)               | 107e           |
| 62             | Grega Bole (SLO) → Champion de Slovénie | 80e            |
| 63             | Davide Cimolai (ITA)*                   | 94e            |
| 64             | Massimo Graziato (ITA)*                 | 119e           |
| 65             | Danilo Hondo (GER)                      | 60e            |
| 66             | Matthew Lloyd (AUS)                     | 35e            |
| 67             | Davide Viganò (ITA)                     | 86e            |

| RadioShack-Nissan # RNT | RadioShack-Nissan # RNT | RadioShack-Nissan # RNT |
| ----------------------- | ----------------------- | ----------------------- |
| Num                     | Coureur                 | Pos                     |
| 71                      | Daniele Bennati (ITA)   | 41e                     |
| 72                      | Linus Gerdemann (GER)   | 12e                     |
| 73                      | Jan Bakelants (BEL)     | 6e                      |
| 74                      | Tiago Machado (POR)     | 3e                      |
| 75                      | Hayden Roulston (NZL)   | 55e                     |
| 76                      | Jesse Sergent (NZL)*    | 72e                     |
| 77                      | Jens Voigt (GER)        | 33e                     |

| Rabobank RAB | Rabobank RAB            | Rabobank RAB |
| ------------ | ----------------------- | ------------ |
| Num          | Coureur                 | Pos          |
| 81           | Luis León Sánchez (ESP) | 26e          |
| 82           | Michael Matthews (AUS)* | 9e           |
| 83           | Tom Leezer (NED)        | 70e          |
| 84           | Mark Renshaw (AUS)      | 79e          |
| 85           | Jos van Emden (NED)     | 118e         |
| 86           | Graeme Brown (AUS)      | 111e         |
| 87           | Wilco Kelderman (NED)*  | 21e          |

| Movistar MOV | Movistar MOV                                  | Movistar MOV |
| ------------ | --------------------------------------------- | ------------ |
| Num          | Coureur                                       | Pos          |
| 91           | Alejandro Valverde (ESP)                      | 2e           |
| 92           | José Iván Gutiérrez (ESP)                     | 20e          |
| 93           | David López García (ESP)                      | 66e          |
| 94           | Ángel Madrazo (ESP)*                          | 14e          |
| 95           | Imanol Erviti (ESP)                           | 105e         |
| 96           | Javier Moreno (ESP)                           | 8e           |
| 97           | José Joaquín Rojas (ESP) → Champion d'Espagne | 16e          |

| FDJ-BigMat FDJ | FDJ-BigMat FDJ           | FDJ-BigMat FDJ |
| -------------- | ------------------------ | -------------- |
| Num            | Coureur                  | Pos            |
| 101            | Sandy Casar (FRA)        | 28e            |
| 102            | William Bonnet (FRA)     | 59e            |
| 103            | Arnaud Courteille (FRA)  | AB-6           |
| 104            | Frédéric Guesdon (FRA)   | NP-2           |
| 105            | Yauheni Hutarovich (BLR) | 106e           |
| 106            | Jérémy Roy (FRA)         | 25e            |
| 107            | Jussi Veikkanen (FIN)    | 50e            |

| Euskaltel-Euskadi EUS | Euskaltel-Euskadi EUS        | Euskaltel-Euskadi EUS |
| --------------------- | ---------------------------- | --------------------- |
| Num                   | Coureur                      | Pos                   |
| 111                   | Romain Sicard (FRA)*         | 65e                   |
| 112                   | Gorka Izagirre (ESP)*        | 40e                   |
| 113                   | Víctor Cabedo (ESP)          | AB-6                  |
| 114                   | Pablo Urtasun (ESP)          | AB-6                  |
| 115                   | Rubén Pérez (ESP)            | 56e                   |
| 116                   | Adrián Sáez (ESP)            | 83e                   |
| 117                   | Ricardo García Ambroa (ESP)* | 91e                   |

| Saxo Bank SAX | Saxo Bank SAX              | Saxo Bank SAX |
| ------------- | -------------------------- | ------------- |
| Num           | Coureur                    | Pos           |
| 121           | Sérgio Paulinho (POR)      | 44e           |
| 122           | Anders Lund (DEN)          | 115e          |
| 123           | Luke Roberts (AUS)         | 34e           |
| 124           | Jarosław Marycz (POL)*     | 102e          |
| 125           | Jonas Aaen Jørgensen (DEN) | 84e           |
| 126           | Jonathan Cantwell (AUS)    | 68e           |
| 127           | Takashi Miyazawa (JPN)     | 116e          |

| AG2R La Mondiale ALM | AG2R La Mondiale ALM     | AG2R La Mondiale ALM |
| -------------------- | ------------------------ | -------------------- |
| Num                  | Coureur                  | Pos                  |
| 131                  | Martin Elmiger (SUI)     | 51e                  |
| 132                  | Manuel Belletti (ITA)    | 108e                 |
| 133                  | Kristof Goddaert (BEL)   | 87e                  |
| 134                  | Blel Kadri (FRA)         | 18e                  |
| 135                  | Romain Lemarchand (FRA)* | 30e                  |
| 136                  | Matteo Montaguti (ITA)   | 88e                  |
| 137                  | Boris Shpilevsky (RUS)   | NP-5                 |

| Astana AST | Astana AST                  | Astana AST |
| ---------- | --------------------------- | ---------- |
| Num        | Coureur                     | Pos        |
| 141        | Dmitriy Muravyev (KAZ)      | 117e       |
| 142        | Borut Božič (SLO)           | 114e       |
| 143        | Jacopo Guarnieri (ITA)*     | 89e        |
| 144        | Francesco Masciarelli (ITA) | 71e        |
| 145        | Assan Bazayev (KAZ)         | 126e       |
| 146        | Valentin Iglinskiy (KAZ)    | 97e        |
| 147        | Dmitriy Gruzdev (KAZ)       | 61e        |

| Vacansoleil-DCM VCD | Vacansoleil-DCM VCD                              | Vacansoleil-DCM VCD |
| ------------------- | ------------------------------------------------ | ------------------- |
| Num                 | Coureur                                          | Pos                 |
| 151                 | Romain Feillu (FRA)                              | 76e                 |
| 152                 | Thomas De Gendt (BEL)                            | 58e                 |
| 153                 | Sergueï Lagoutine (UZB) → Champion d'Ouzbékistan | 38e                 |
| 154                 | Marcello Pavarin (ITA)                           | 57e                 |
| 155                 | Kenny van Hummel (NED)                           | 123e                |
| 156                 | Mirko Selvaggi (ITA)                             | 54e                 |
| 157                 | Wouter Mol (NED)                                 | 85e                 |

| Omega Pharma-Quick Step OPQ | Omega Pharma-Quick Step OPQ                  | Omega Pharma-Quick Step OPQ |
| --------------------------- | -------------------------------------------- | --------------------------- |
| Num                         | Coureur                                      | Pos                         |
| 161                         | Gerald Ciolek (GER)                          | 13e                         |
| 162                         | Matthew Brammeier (IRL) → Champion d'Irlande | 95e                         |
| 163                         | Serge Pauwels (BEL)                          | 17e                         |
| 164                         | Andrew Fenn (GBR)*                           | 75e                         |
| 165                         | Gert Steegmans (BEL)                         | 81e                         |
| 166                         | Matteo Trentin (ITA)*                        | 64e                         |
| 167                         | Julien Vermote (BEL)*                        | 31e                         |

| Liquigas-Cannondale LIQ | Liquigas-Cannondale LIQ | Liquigas-Cannondale LIQ |
| ----------------------- | ----------------------- | ----------------------- |
| Num                     | Coureur                 | Pos                     |
| 171                     | Stefano Agostini (ITA)* | 93e                     |
| 172                     | Daniele Ratto (ITA)*    | 67e                     |
| 173                     | Federico Canuti (ITA)   | 49e                     |
| 174                     | Kristjan Koren (SLO)    | 22e                     |
| 175                     | Alan Marangoni (ITA)    | 92e                     |
| 176                     | Mauro Da Dalto (ITA)    | 103e                    |
| 177                     | Fabio Sabatini (ITA)    | 62e                     |

| UniSA-Australia AUS | UniSA-Australia AUS      | UniSA-Australia AUS |
| ------------------- | ------------------------ | ------------------- |
| Num                 | Coureur                  | Pos                 |
| 181                 | Steele Von Hoff (AUS)*   | 77e                 |
| 182                 | Jay McCarthy (AUS)*      | 48e                 |
| 183                 | Rohan Dennis (AUS)*      | 5e                  |
| 184                 | Lachlan Norris (AUS)*    | 90e                 |
| 185                 | Thomas Palmer (AUS)*     | 110e                |
| 186                 | Bernard Sulzberger (AUS) | 23e                 |
| 187                 | William Clarke (AUS)     | 99e                 |